# Barlangi fecske
A barlangi fecske (Petrochelidon fulva) a verébalakúak (Passeriformes) rendjébe, ezen belül a fecskefélék (Hirundinidae) családjába és a Petrochelidon nembe tartozó faj. 12-14 centiméter hosszú. Észak-Amerika déli és Közép-Amerika vízmosásos, sziklás, barlangos területein él. Rovarevő. Fészekalja három-öt tojásból áll.

## Alfajai
- P. f. pallida (Nelson, 1902) – dél-Amerikai Egyesült Államok, északközép-Mexikó, az északi vidékekről a költést követően délebbre vonul;
- P. f. citata (Van Tyne, 1938) – dél-Mexikó;
- P. f. cavicola (Barbour & A. C. Brooks, 1917) – Florida és Kuba;
- P. f. poeciloma (Gosse, 1847) – Jamaica;
- P. f. fulva (Vieillot, 1808) – Hispaniola;
- P. f. puertoricensis (Garrido, 1999) – Puerto Rico.

## Fordítás
- Ez a szócikk részben vagy egészben  a   Cave swallow című angol Wikipédia-szócikk fordításán alapul.  Az eredeti cikk szerkesztőit annak laptörténete sorolja fel. Ez a jelzés csupán a megfogalmazás eredetét és a szerzői jogokat jelzi, nem szolgál a cikkben szereplő információk forrásmegjelöléseként.